# M31 (граната)
M31 — 66-мм противотанковая кумулятивная винтовочная граната США, принятая на вооружение в 1957 году.
Изначально предназначалась для запуска холостым патроном с пламегасителя винтовки M1 Garand, но позже была адаптирована под винтовку M14. В соответствии с полевыми руководствами запуск допускался только из положения стоя или с колена. Бронепробиваемость оценивалась примерно в 200 мм, по опыту боевых действий была признана эффективной только против легкобронированной техники и легких танков.
Потеряла своё значение после принятия на вооружение 40-мм гранатомета M79 в 1961 году и легкого 66-мм противотанкового гранатомета M72 в 1964 году. В инструкциях армии США версии 1977 года по борьбе с укреплённой техникой граната не упомянута.

## Фотогалерея

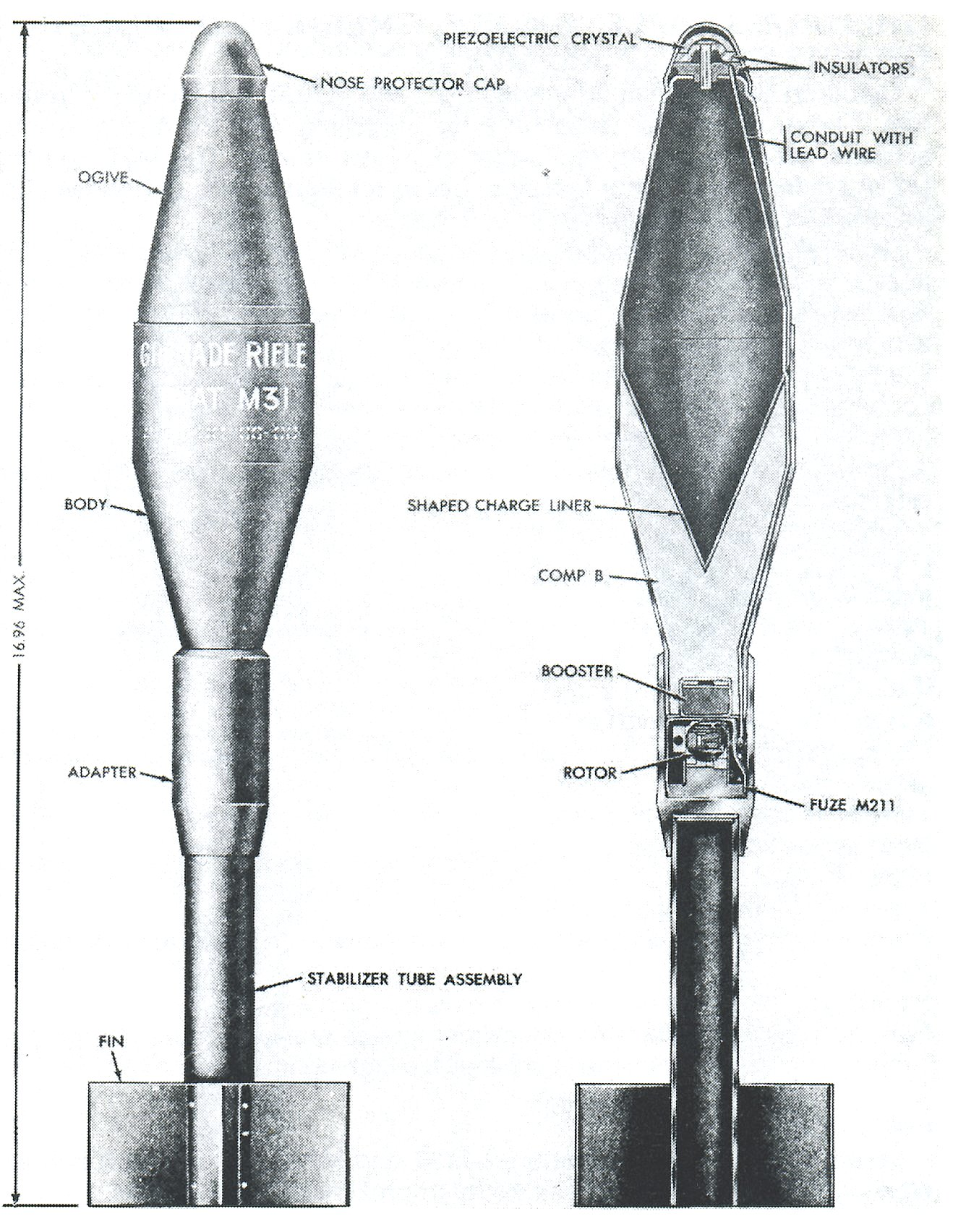
Граната М31 в разрезе
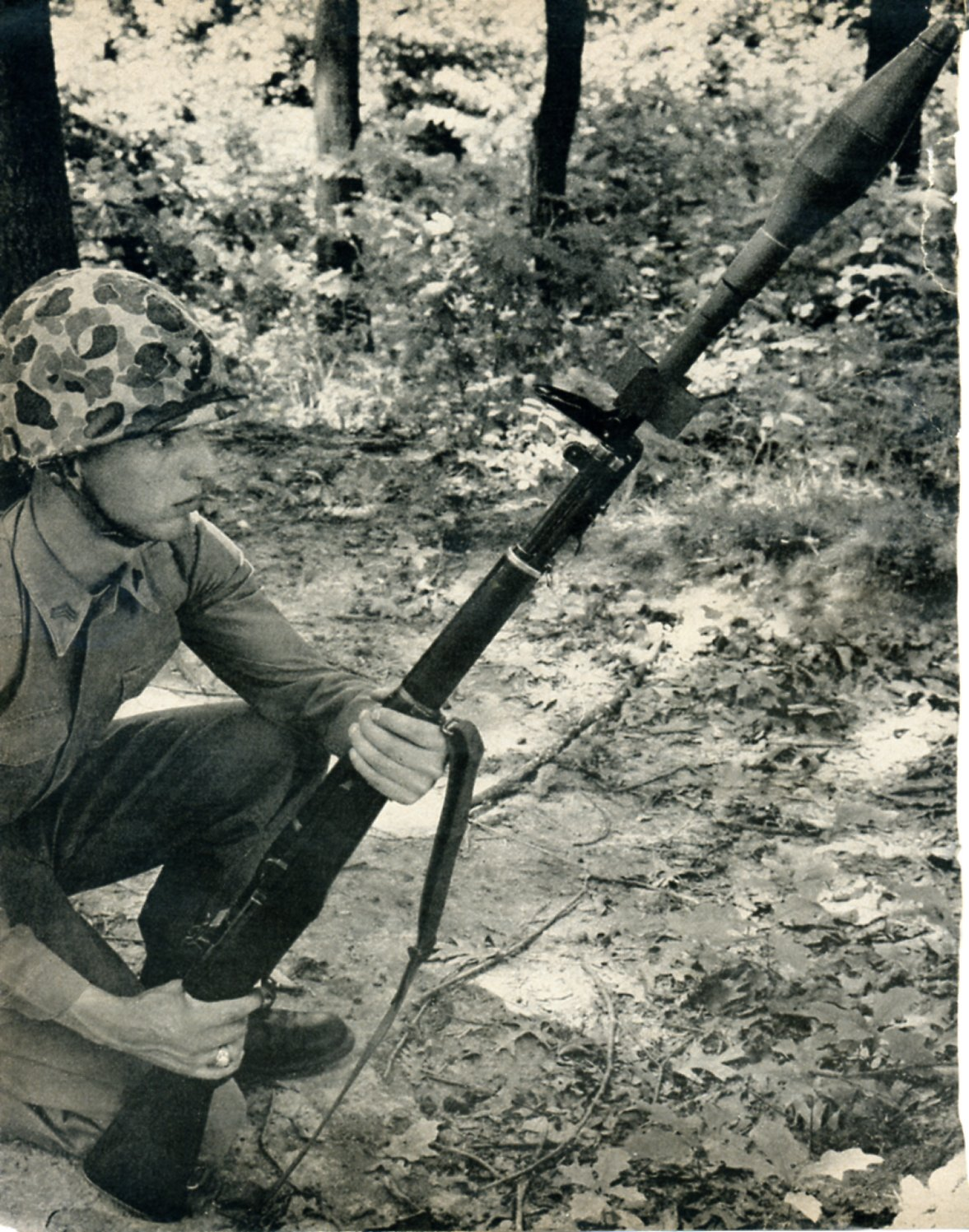
Морской пехотинец готовится к выстрелу из винтовки M1 Garand с гранатой М31
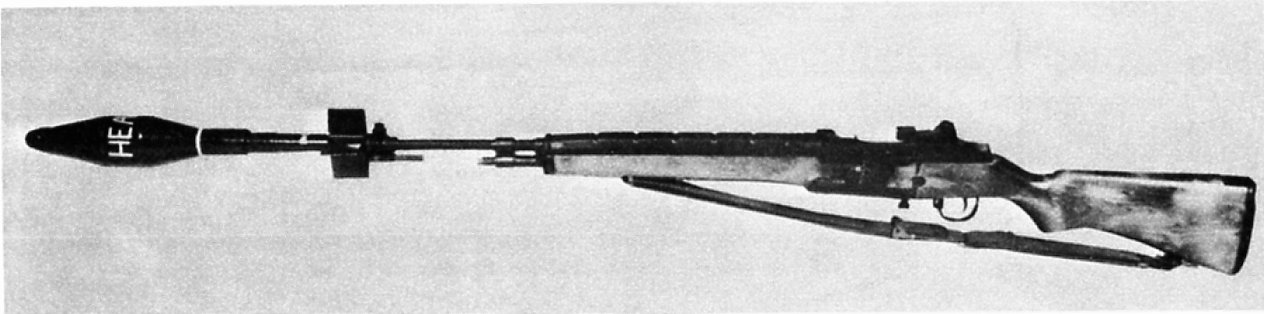
Граната M31 в боевом положении на винтовке М14